# Djurgårdens IF herrfotboll 1912
Djurgårdens IF Fotboll, säsongen 1912. Djurgården vann sitt första SM-guld efter finalseger mot Örgryte IS. De två första finalerna slutade oavgjort och det krävdes ett andra omspel innan Djurgården till slut vann med 3-1.

## Mästartrupp
Mästarlaget: Gösta Dahlberg, Gösta Backlund, Götrik Frykman, Gösta Karlsson, Ragnar Wicksell, Nils Öhman, Victor Jansson, Einar Olsson, Bertil Nordenskjöld, Valdemar Johannison och Jean Söderberg. 

## Matcher
| Omgång                 | Datum               | Motståndare    | H/B | Resultat | Målskyttar                                  | Domare                    | Publik | Arena                 |
| ---------------------- | ------------------- | -------------- | --- | -------- | ------------------------------------------- | ------------------------- | ------ | --------------------- |
| Åttondelsfinal         | Söndag 18 augusti   | IFK Stockholm  | H   | 1-1      | ?                                           | ?                         | ?      | ?, Stockholm          |
| Åttondelsfinal, omspel | Söndag 25 augusti   | IFK Stockholm  | B   | 1-0      | ?                                           | ?                         | ?      | ?, Stockholm          |
| Kvartsfinal            | Söndag 1 september  | Sandvikens AIK | B   | 2-1      | ?                                           | ?                         | ?      | ?, Gävle              |
| Semifinal              | Söndag 22 september | IFK Eskilstuna | H   | 4-0      | ?                                           | ?                         | ?      | ?, Stockholm          |
| Final                  | Söndag 13 oktober   | Örgryte IS     | H   | 0-0      |                                             | Ruben Gelbord, Stockholm  | 7 000  | Stockholms Stadion    |
| FInal, omspel 1        | Söndag 10 november  | Örgryte IS     | B   | 2-2      | Nordenskjöld 27', Söderberg 85'             | Paulus Sjöblom, Stockholm | 2 280  | Walhalla idrottsplats |
| FInal, omspel 2        | Söndag 17 november  | Örgryte IS     | H   | 3-1      | Nordenskjöld 30', Olsson 70', Bergström 85' | Oscar Thulin, Göteborg    | 5 000  | Råsunda IP            |